# عبدالقادر وریاغلی
عبدالقادر وریاغلی (انگلیسی: Abdelkader Ouaraghli؛ زادهٔ ۱۹۴۳) بازیکن سابق فوتبال اهل مراکش است. 
وی عضو تیم ملی فوتبال مراکش در جام جهانی فوتبال ۱۹۷۰ بوده است.